# Mélodie pour orgue de barbarie
Pour plus de détails, voir Fiche technique et Distribution.
Mélodie pour orgue de barbarie (Мелодия для шарманки, Melodia dlia charmanki) est un film ukrainien réalisé par Kira Mouratova, sorti en 2009.

## Fiche technique
- Titre original : Мелодия для шарманки
- Titre français : Mélodie pour orgue de barbarie[1]
- Réalisation : Kira Mouratova
- Scénario : Vladimir Zouïev, Kira Mouratova
- Photographie : Vladimir Pankov
- Pays d'origine : Ukraine
- Format : Couleurs - 35 mm - Mono
- Genre : drame
- Durée : 153 minutes
- Date de sortie : 2009

## Distribution
- Roman Bourlaka : Nikita
- Lena Kostiouk : Aliona
- Oleg Tabakov : Kotik
- Renata Litvinova : Kissa
- Natalia Bouzko
- Gueorgui Deliev
- Jan Daniel
- Nina Rouslanova
- Nikolaï Sliozka
- Evgueni Youkhnovets : Piotr
- Iakov Koutcherevski : Mark